# Шаубюне
«Шаубюне» (нім. Schaubühne am Lehniner Platz) — театр у берлінському районі Вільмерсдорф, розташований на бульварі Курфюрстендамм. Приміщення перебудовано з кінотеатру «Universum», створеного за планами Еріха Мендельсона 1928 року. Колектив Шаубюне на Халлешен Уфер переїхав до приміщення 1981 року.

## Історія
Кінотеатр «Universum» був центральною частиною ширшого житлового комплексу WOGA, спроєктованого Еріхом Мендельсоном у міському ансамблі у стилі нової речевості, з торговою алеєю, житловими будинками, газонами та тенісним кортом. Значно пошкоджений під час Другої світової війни, він був відбудований й наново відкритий, а з 1969-го служив танцювальним залом та музичним театром. Зараз будівля використовується як театр, до якого ансамбль Schaubühne із Петером Штайном переїхали з кінця 1970-х років (до цього театр містився на Hallesches Ufer у Кройцберзі, й шукав нове місце). З 1978 по 1981 рік інтер'єри були повністю змінені, зосереджені на театральній залі з регульованими просторами та без поділу на глядачів і виконавців.
Сама трупа «Шаубюне» була створена 1962 року. У 1970 році це стало власністю Пітера Штайна. Його постановка «В’єтнамського дискурсу» Петера Вайса, під час якої збирали кошти серед відвідувачів театру на підтримку В'єтконгу, спричинила театральний скандал у Мюнхені. Перебуваючи під сильним впливом протестів 1968 року та німецького студентського руху, його перша постановка п’єси Брехта «Мати» із Терезою Гізе у головній ролі миттєво викликала потужні протести консервативних політиків Західного Берліна, які говорили про «комуністичну агітацію». Наступного року ансамбль отримав нагороду «Deutscher Kritikerpreis» за виконання опери «Пер Ґінт» Ібсена. У наступні роки «Шаубюне» під керівництвом Штайна та його помічника-драматурга Бото Штрауса стала однією з провідних театральних сцен Німеччини.
Посаду художнього керівника Schaubühne am Lehniner Platz у Берліні 1999 року обійняв Томас Остермаєр у команді із співдиректорами Єнсом Хілльє та Сашою Вальц. Вальц відкрила Шаубюне нового керівництва дебютом «Тіло» (нім. Körper) (2000). З переходом до соціального театру відвідуваність зросла на 14%.
З 2000 року театр започатковує серію політичних публічних дискусій «Streitraum», які модерує Каролін Емке.
Після закінчення п'ятирічного контракту Вальц пішла з театру та відновила свою незалежну компанію «Sasha Waltz & Guests» у Берліні.
З 2005 року Томас Остермаєр та Єнс Гіллє відповідають за енергійну сучасну орієнтацію колишнього театру Штайна, де традиції все ще займають своє місце з акцентом на інтерпретаціях класичних творів.

## Гастролі
Під керівництвом Томаса Остермаєра та інтенданта Тобіаса Файта постановки «Шаубюне» гастролювали по всьому світу. Зокрема, Австралія бачила постановки театру з 2006 року — колектив дебютував з «Норою» на фестивалі в Аделаїді 2006 року, після чого з’явився «Кіт на гарячому жерстяному даху» на фестивалі в Аделаїді 2008-го (обидва під художнім керівництвом Бретта Шіхі). «Гамлет» був поставлений на Сіднейському фестивалі 2010 року (під художнім керівництвом Лінді Х’юм), а «Довіра» – на Міжнародному фестивалі мистецтв у Перті 2011 року (під художнім керівництвом Шелаг Магазда). «Гедда Ґаблер» Шаубюне з’явилася на Мельбурнському фестивалі 2011 року, а наступного року на тому ж фестивалі було поставлено «Ворог народу» (обидва під художнім керівництвом Бретта Шіхі). Усі вистави, які гастролювали в Австралії, були зрежисовані Остермаєром, за винятком «Довіри», режисерами якого були Фальк Ріхтер і Анук ван Дейк.

## Україна у «Шаубюне»
Тандем українських митців у складі драматурга Павла Ар’є та режисер Стас Жирков 2023 року представили прем’єру вистави «Озброюючись проти моря лих», у якій йдеться про перші дні повномасштабного вторгнення Росії в Україну. Наступною їх роботою у продовження та розвиток теми стали «Листівки зі Сходу» 2024 року – у центрі сюжету новосілля у берлінського режисера-документаліста, де на вечірці збираються друзі, які познайомилися та здружилися у Маріуполі 2014-го. Серед героїв – українці (актор Орест (Юрій Радіонов), який евакуювався з Маріуполя після вторгнення; юристка, що збирає докази російських військових злочинів Анастасія (Марина Клімова), та німці – режисер Лукас (Девід Руланд) та вчителька Марія (Каролін Хаупт).

## Персоналії театру

### Режисери
- Люк Бонді
- Андреа Брет
- Саша Вальц
- Роберт Вілсон[en]
- Клаус Міхаель Грюбер
- Райнальд Ґребе
- Том Кюнель
- Маріус фон Майєнбург[en] (також актор)
- Томас Остермаєр
- Люк Персеваль[de]
- Фальк Ріхтер
- Герберт Фріч
- Петер Штайн

### Актори
- Ларс Айдінгер
- Роберт Баєр
- Юля Беве
- Йозеф Бірбіхлер
- Мартін Брамбах
- Ганс-Йохен Вагнер
- Герд Вамелінг
- Марк Вашке
- Ангела Вінклер
- Бруно Ганц
- Йорг Гартманн
- Ніна Госс
- Роберт Гунгер-Бюлер
- Джулика Дженкинс
- Юдіт Енгель
- Тіна Енґель
- Удо Замель
- Отто Зандер
- Корінна Кірхгоф
- Едіт Клевер
- Імоген Когге
- Уве Кокіш
- Лауренц Лауфенберг
- Сюзанна Лотар
- Ютта Лямпе
- Єва Мекбах
- Ульріх Мюе
- Фальк Рокстро
- Петер Сімонішек
- Аліна Стіглер
- Макс Тідоф
- Томас Тіме
- Анн Тісмер
- Герді Цінт
- Лібгарт Шварц
- Себастьян Шварц
- Катаріна Шюттлер
- Андреас Шрьодерс
- Ернст Штецнер
- Ренато Щуч

### Сценографи
- Карл-Ернст Геррманн
- Ян Паппельбаум
- Сюзанна Рашиг